# 김태혁
김태혁(金泰赫, 1954년 12월 12일 ~ )은 부산대학교의 교수이다.

## 생애

### 학창 시절
김태혁은 부산 중앙중학교, 부산고등학교를 다녔다. 부산대학교 경영학과 졸업 후, 서울대학교에서 경영학 석사를, 미국 Georgia State University에서 재무학(Finance)으로 박사학위를 받았다.

### 교수 생활
- 1986. Univ. of Bridgeport 조교수
- 1987~ 부산대학교 상과대학 경영학과 조교수, 부교수, 교수

### 지역 사회 활동
- 부산 선물거래소 유치활동
- 부산 금융중심지 추진

## 약력
학력
- 부산고등학교 졸업
- 부산대학교 경영학사(B.A.)
- 서울대학교 경영학 석사(M.B.A.)
- Georgia State University 재무학 박사(Ph.D)

경력
- 2008~2010 부산대학교 상과대학 학장 겸 경영대학원장
- 2010 금융위원회 금융중심지추진위원회 위원
- 2011 한국거래소(KRX) 비상임 이사

## 저서
- 《선물시장론》 1995년
- 《선물·옵션의 기초와 거래전략》공저, 2002년
- 《글로벌시대 파생상품의 이해》공저, 2007년